# 2018年のF1世界選手権

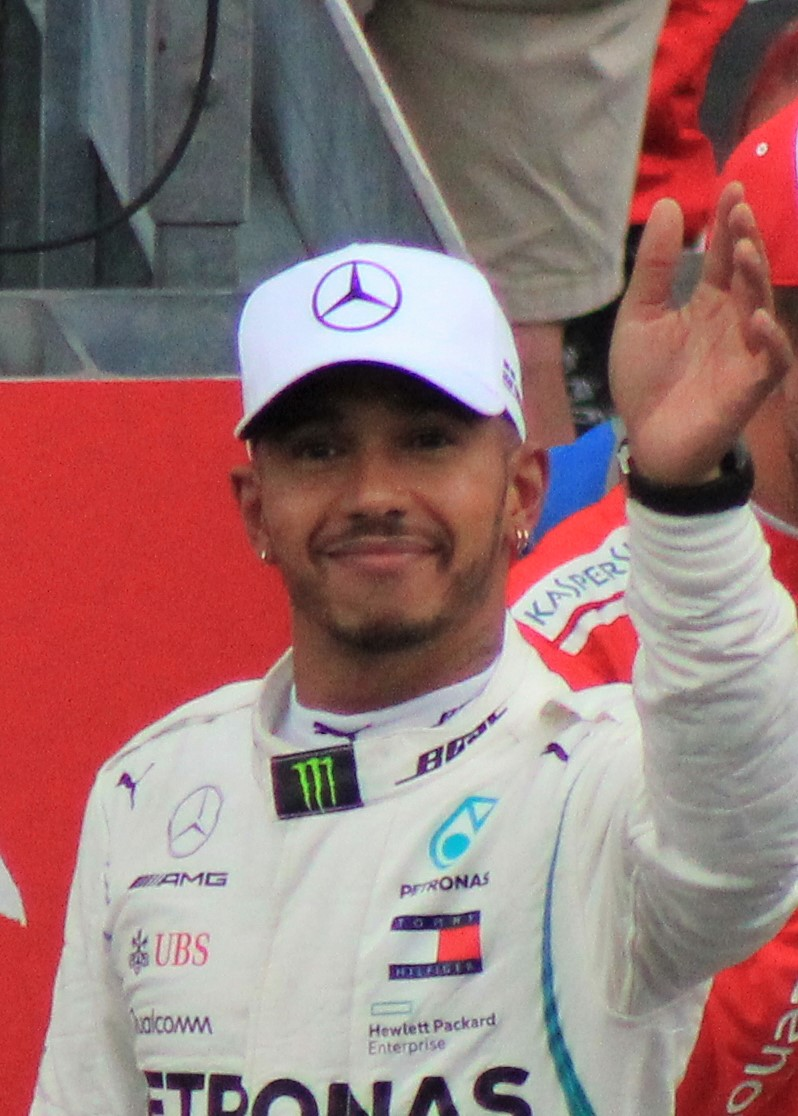
2018年のF1世界選手権において5度目のドライバーズタイトルを獲得したルイス・ハミルトン

2018年のF1世界選手権は、FIAフォーミュラ1世界選手権の第69回大会として開催された。

## 概要

### メルセデスとフェラーリのタイトル争い
ドライバーズチャンピオンシップは前年に引き続きメルセデスのルイス・ハミルトン、フェラーリのセバスチャン・ベッテルの2人によって争われた。
序盤はベッテル2連勝で幕を開け、ハミルトンは第4戦アゼルバイジャンGPまで未勝利であったが、サマーブレイクまでには両者とも一進一退の接戦となる。後半戦ハミルトンおよびメルセデス陣営は安定して結果を残したことで一気にリードを広げ、第19戦メキシコGPにてハミルトンのドライバーズチャンピオンが決定した。
ハミルトンはファン・マヌエル・ファンジオとミハエル・シューマッハに続く2年連続5回目のチャンピオン獲得であり、獲得数はファンジオに並ぶ歴代2位タイとなった。
コンストラクターズチャンピオンシップはメルセデスが、21戦中11勝13ポールポジションを獲得し第20戦ブラジルGPで2014年のレギュレーション変更以来、フェラーリに次ぐ5年連続5回目となるチャンピオン並びにダブルタイトルを獲得した。メルセデスは1999年から2004年にかけてコンストラクター6連覇を経験しているフェラーリ勢の連覇記録まであと1に迫った。
一方でバルテリ・ボッタスの扱いを巡り、チームに対する批判も存在した。ここ数年タイトル争いが不利な状況でない限り、メルセデスはドライバーのレースを優先する姿勢を重視する方針を取っていたが、第9戦オーストリアGPのダブルリタイア以降、ボッタスのセカンドドライバー扱いを明確化した。第16戦ロシアGPでのチームオーダー発令に対しては、ボッタスから勝利を譲られる形となったハミルトン自身も批判的であった。
フェラーリは、今季唯一全てのレースで入賞を果たしたマシンの好調やキミ・ライコネンの5年振りの優勝など明るいニュースもあったが、前年同様にシーズン後半で失速し、ドライバーズとコンストラクターズ部門共にチャンピオンを逃す結果となった。
ドライバー面でいえばミスらしいミスをしなかったハミルトンに対し、ベッテルはスピンや接触など度重なるミスを犯した。特に第11戦ドイツGPでの首位走行中からのリタイアを筆頭にそれがなければ得られたであろうポイントは結果的にタイトル争いに大きな影響を与えた。また、ベッテルのミスについては、1996年王者デイモン・ヒルが「ベッテルはプレッシャーにさらされておかしくなってしまったのではないか」と擁護した声もあったが、内容は違えど「ミスをなくさない限りハミルトンに勝てない」という厳しいコメントが多く、勝てないベッテルに批判が集中した。
2016年王者のニコ・ロズベルグはベッテルに対し、「これほど多くのミスを犯しては、ルイス・ハミルトンを倒すことはできないよ」と指摘した一方で「フェラーリはあまりに多くの戦略ミスを犯し、チームのまとまりもなかった」とも指摘。2014年、2015年とかつてチームメイトだったハミルトンに打ち負かされた経験から、ミスを繰り返したベッテルには”自信を取り戻す”、チームには“詰めの甘さ”を克服する事がタイトル奪還のカギであるとコメントした。

### レッドブルと中団グループ
上記2チームに唯一対抗できる存在であったレッドブルは、この年もPU供給における問題を抱えながら参戦する状況もあって成績が安定せず、ルノー製PUの戦闘力や信頼性不足、両ドライバーの同士討ちなどのポイントの取りこぼしやレースパフォーマンスに苦しみ、ダニエル・リカルドとマックス・フェルスタッペンが共に2勝を挙げたもののコンストラクターズ選手権3位でシーズンを終えた。フェルスタッペンは序盤に見られた走りの荒さを修正して終盤戦にはメキシコGPでの優勝を含む5戦連続表彰台を獲得するなど更なる成長を見せ、ハミルトンやフェラーリ勢に次ぐドライバーズランキング4位でシーズンを終えた。
レッドブルはここ数年来PU供給元であったルノーとの関係が悪化していたこともあり、この年からジュニアチームのトロ・ロッソに供給を開始したホンダ製PUのパフォーマンスや信頼性の向上を評価し、6月19日にホンダと2019年から2年間のパワーユニット供給契約を結んだ。ホンダはトロ・ロッソにも引き続きPU供給を行い、第4期活動としては初めて2チーム供給となる。
この年も上位3チーム（メルセデス、フェラーリ、レッドブル）とそれ以下のチームとの戦力差の大きさは顕著であり、上位勢は「3強」「トップ3」などと称された一方、それ以外の中団グループは時に「Bグループ」「Bリーグ」などと称された。中団グループの間では事実上の最上位であるコンストラクターズ4位・ドライバーズ（ランキングおよび各レース予選・決勝の）7位（8位）の通称「ベスト・オブ・ザ・レスト」を争う戦いが繰り広げられた。
中団グループの中でルノー、ハース、フォース・インディアが抜きん出ており、この3チームが「ベスト・オブ・ザ・レスト」を争う展開となった。ルノーはこの3チームの中で純粋な速さは一歩劣ったものの安定して入賞を重ねたためコンストラクターズ4位を獲得。ハースはシーズン前テストの結果から速さが期待されていたものの、チームのピット作業ミスやドライバーの危険走行によるペナルティなどに見舞われたことが影響した。フォース・インディアはコンストラクターズポイント剥奪によってランキングは大きく下がったものの（後述）、一発の速さを見せルノー・ハースと対等に戦い、来年以降に期待を残した。そしてドライバーズランキング7位はこの3チームそれぞれのドライバーであるニコ・ヒュルケンベルグ（ルノー）、ケビン・マグヌッセン（ハース）、セルジオ・ペレス（フォース・インディア）の3人が最終戦まで争ったが、僅差でヒュルケンベルグが7位を獲得した。
これに対し、中団グループによる4位争いになかなか絡めなかったのがマクラーレン、トロ・ロッソ、ザウバーの3チームであり、この中で前年最下位だったザウバーはアルファロメオの支援を得たことによりレースパフォーマンスが大幅に向上、新人であるシャルル・ルクレールの活躍も相まって度々のQ3進出や入賞を果たした。
ウィリアムズは唯一この中団グループから大きく引き離された。前年をもって引退したベテランのフェリペ・マッサの後任について多くのドライバーがシートを争っていたが、1月16日にセルゲイ・シロトキンがレギュラードライバー、2010年までF1に参戦していたロバート・クビサがリザーブドライバーとしてそれぞれ起用されることが発表された。前年デビューのランス・ストロールによる入賞によりノーポイントは免れたが、コンストラクターズランキング最下位でシーズンを終えた。
なおマッサの引退により、1970年のエマーソン・フィッティパルディから続いていたブラジル人F1ドライバーがこの年は不在となった。

### マクラーレン・ルノーとトロ・ロッソ・ホンダ
度重なる成績不振や信頼性不足によりマクラーレン・ホンダは2017年をもって関係を解消。前年にマクラーレンは今年からルノーと3年間のパワーユニット供給契約を結び、ホンダはルノーを手放したトロ・ロッソへとパワーユニット供給先を変更するというルノー（とカルロス・サインツJr.）を巻き込んだ事実上のパワーユニット交換が行われたことで、今シーズンはこの2チームのパフォーマンスに注目が集まった。
開幕前テストではトロ・ロッソ・ホンダがチーム史上最高の周回数を記録し信頼性向上を見せる一方、マクラーレン・ルノーはマシントラブルを繰り返し不安が残った。迎えた開幕戦オーストラリアグランプリではマクラーレンはダブル入賞、トロ・ロッソはピエール・ガスリーがリタイア・ブレンドン・ハートレイが15位と明暗分かれる結果となった。
トロ・ロッソはその後、第2戦バーレーングランプリでガスリーが予選6位・決勝4位、第17戦日本グランプリでは予選Q3に両者進出するなど時折光る走りを見せるも、年間を通してパフォーマンスが安定しなかった他、テクニカルディレクターのジェームス・キーの離脱で開発が停滞。ランキングは前年の7位から9位に転落することとなった。ホンダPUはパフォーマンスでは目立った結果は残せたとは言えないが、信頼性の向上やチームへのサポートが評価され、翌期のレッドブルに採用されることとなった。
一方のマクラーレンは、フェルナンド・アロンソが開幕から5連続入賞を果たし、ホンダPU時代には考えられない安定した成績を残すも、同じルノーPUを積むレッドブル及びルノーと比較するとレースパフォーマンスに劣っており、早々に翌年のマシン開発に専念することとなった。チームも体制の刷新に動きチーム代表のエリック・ブーリエが退任、さらにはアロンソの引退も発表された。期待された結果を残せたとは言えないものの、ランキング6位は前年と比較すれば大きく上回る結果であり、翌2019年の躍進につながることとなる。

### フォース・インディアの破産
フォース・インディアは直近で2年連続4位と成績自体は好調であったが、2014年頃から続いていた財政難が今年から分配金の前借りが出来なくなったことを受けて一気に深刻化。ついにハンガリーGP後にレギュラードライバーであり債権者の1人でもあったペレスは、400名ものスタッフの雇用を守りながらチームの活動を継続するため、自らの手で破産申請を行った。その後チームはウィリアムズ所属のランス・ストロールの父親であるローレンス・ストロールが率いるコンソーシアムが買収。国籍をインドからイギリスに変更、チーム名を「レーシング・ポイント・フォース・インディア・F1チーム」と改名。これによって長年悩まされた財政難は解消されたが、このチーム譲渡は「新チームのエントリー」とみなされたことによりハンガリーGP以前のコンストラクターズポイントは無効、ドライバー（ペレス、オコン）のポイントのみ有効とされた。シーズン終了後、チーム名をレーシング・ポイントに改称した。

### ドライバーの去就
サマーブレイクを迎えた頃、ドライバー市場の動きも活発化して多くのドライバーの去就が注目を浴びたが、今年は多くの移籍が発生した。特に優勝を狙える3強チームのうち、メルセデスは早々にハミルトンとボッタスの続投を発表。フェラーリはベッテル、レッドブルはフェルスタッペンの契約が残っているため3強のシートで確定していないのは2席であった。
その確定していない1人であったリカルドはサマーブレイクまでレッドブル残留が確定的と報じられていたが、来季よりルノーと2年契約を結んだことを正式に発表して衝撃を与えた。チームメイトはニコ・ヒュルケンベルグ。これによりルノーは契約の残るヒュルケンベルグとリカルドで確定、トロ・ロッソから1年間のレンタル移籍となっていたサインツが押し出されたため古巣へ戻る形でレッドブルへ昇格する報道もあったが、マクラーレンのアロンソが8月14日に引退を発表、サインツはその後任として迎えられることによりレッドブルとの関係を終えた。結果、リカルドの後任にはトロ・ロッソのガスリーがデビュー2年目にして抜擢され、そのガスリーの後任はレッドブル・ジュニアチームにライセンスポイントの条件を満たせるドライバーが不在ということもあり、前年途中でトロ・ロッソから解雇され、フェラーリの開発ドライバーに転身していたダニール・クビアトの再起用が決定。トロ・ロッソのもう1席は前述の影響でブレンドン・ハートレイの続投という見方もあったものの、特筆すべき成績を残せていなかった事もあり、シーズン中から解雇の噂が絶えず、その過程で多数の候補者の名前が挙がった末、アレクサンダー・アルボンの起用が決定。これによりハートレイは1年でシートを失い、そのままF1を去るかと思われたが、マシンの開発能力が評価され、フェラーリが2019年の開発ドライバーとして起用したことを発表。結果的にクビアトと入れ替わる形となった。
フェラーリのもう1席は、ライコネンがこの年は5年振りの優勝などベッテルやメルセデス勢を脅かすほどの活躍を見せた。その一方でフェラーリ・ドライバー・アカデミー（FDA）に在籍し同年ザウバーからデビュー後に評価を上げたシャルル・ルクレールに来季のシートを明け渡す、との報道が流れ始めたのに対しライコネンは実質ノーコメントを貫いていた。そんな中、ルクレール起用の最先鋒だった会長のセルジオ・マルキオンネが急逝。一旦はライコネンのフェラーリ残留の見方が有力となったが、生前のマルキオンネが締結したと言うルクレールとの仮契約の一件や彼自身の年齢の観点からライコネン引退説までもが流れる。発表予定日から遅れて9月11日にフェラーリはルクレールとの契約を正式発表。それに合わせ、ザウバーがライコネンの契約を正式発表された。ただしライコネン曰く、フェラーリ放出決定後にザウバーとの交渉を開始し、2020年までの2年契約が成立したことによるもので、双方のシートがトレードという形となったのはあくまで結果論と語っている。この余波を受けたのがザウバーのマーカス・エリクソンで、これまでエリクソンはスポンサーとの強固な関係を生かして来季も残留確定と見られていたが、アルファロメオとフェラーリの繋がりからザウバーのレギュラードライバー2人のうち1人をフェラーリが指名できるとされており（ライコネンはフェラーリ放出が決まった直後にザウバーが独自に契約した）、その枠にFDA所属のアントニオ・ジョビナッツィを起用したため、リザーブドライバーに降格となった。
フォース・インディアは当初2名とも残留が有力視されていたが、チームの買収元がランス・ストロールの父親率いるコンソーシアムだったためストロールの移籍が早々と確実視されたほか、チーム消滅の危機から救ったペレスも残留が確定的であったため、バックアップの薄いオコンは他チームへの移籍を狙うこととなるが、支援元であるメルセデスを始めほとんどのシートが埋まっていたほか、オコン自身がメルセデス育成ドライバーという点が障害となって移籍先が見つからず、次年度はメルセデスのリザーブドライバーとなった。
ウィリアムズはストロールが上記の理由でチームを去る事が確定的となったため、その後任が誰になるか注目を浴びた。その中でリザーブドライバーを務めるクビサの復帰が何度も噂されたが、ウィリアムズが最初に契約を発表したのはメルセデス育成ドライバーのジョージ・ラッセルであった。そしてシーズン終盤になりシロトキンに代わってクビサの起用が発表され、2010年以来となる9年振りのF1復帰が決まったことから、シロトキンは1年でF1を去ることになった。

#### アロンソの引退発表
8月14日、2005年・2006年王者のフェルナンド・アロンソが2019年のF1世界選手権に参加しないことを表明。ただ、完全にやめると宣言したわけではなく、あくまで2019年の参戦をしないことを明言しただけにとどまった。とはいえ、2000年代前半にデビューしたドライバーは同期デビューのライコネンを残すのみとなった。アロンソは本年のル・マン24時間レースで優勝し、世界三大レースのうちモナコグランプリとル・マンの2つを制した。なお、アロンソは2021年にF1に復帰した。

### その他のトピック
- 1月31日、リバティメディアは長年グランプリを華やかに彩ってきたグリッドガールの廃止を決定した[32]。2月5日、FIAはグリッドガールに代わり「グリッドキッズ」の導入を発表した[33]。
- 2月28日、インターネット回線を使ってレース中継を行う新たな試み「F1 TV」のリリースが発表された[34]。
- この年は全チームシーズン中のレギュラードライバーの変更が行われず、エントリーリストに掲載された20名全員がフル参戦を果たした。一度もドライバーの変更が行われなかったのは2008年以来となる。その2008年もスーパーアグリがシーズン途中で撤退してフル参戦できていないため、厳密に言えばエントリーリストに掲載された全員がフル参戦したシーズンは過去に無くF1史上初の出来事である。また、この年は参戦した全ドライバーがポイントを獲得しており、こちらも史上初となる（ただし、セルゲイ・シロトキンのみ自力入賞が無い）。
- 前年マクラーレンに残留していたジェンソン・バトンがSUPER GTに参戦を表明したことにより、20世紀からF1へ参戦したドライバーは姿を消す事となった。

## レギュレーションの変更

### 技術規定
- 2014年に導入された6つのコンポーネントで構成される1.6リッターV6ターボエンジン[35]・通称「パワーユニット」について、“安価”“大音量”“高性能”を実現するため、エネルギー回生システムのうち熱エネルギーを回収するコンポーネント「MGU-H」を2020年限りで廃止することを発表した。MGU-Hは前年最も故障が多いコンポーネントで、多数のドライバーがグリッドペナルティを受ける大きな原因となっていた他、MGU-Hの構造が複雑過ぎることで開発の困難さやコストが問題視されていた。
- 2018年からコクピット保護システムとして「Halo」導入を決定[36]。これに伴いマシンの最低重量も6kg増やされ734kgとなる[37]。チームの独自製造は認められておらず、FIA認定の3メーカーから購入する形となる[38]。
  - 代案としてシールド式も検討されたものの、視界の歪みや汚れ対策などの問題から見送られた。導入前後には「マシンの美観を損なう」などの感情的な批判もあったが[39]、現実的な問題として「視認性への不安」[40]や「マシン脱出時の障害になる可能性」[41]が指摘されており、前者についてはシーズンが進むにつれて収まっていったが、後者は払拭することが出来ずにいた。そんななか、この年のベルギーGPでのスタート直後に発生した多重クラッシュにて、シャルル・ルクレールのマシンのHaloが損傷を受けながらもルクレールは無傷[42]で済み、ベルギーGPから1週間後に開催されたイタリアGPのフリー走行でも、マーカス・エリクソンが、DRSの故障が原因で1コーナー手前でコントロールを失い、ほとんど減速できないままアウト側のバリアに激突。その衝撃で宙を飛び、何度も横転する大クラッシュが発生した[43]。その際にもHaloが損傷を受けながらエリクソンが無傷であった。これらにより、haloの存在意義を証明したかと思われたが、アブダビGPの決勝でニコ・ヒュルケンベルグとロマン・グロージャンが接触し、ヒュルケンベルグのマシンが上下逆さまとなった状態でウォールに激突。その際、マシンからは煙が上がる状態となり、コースマーシャルによる消火活動が必要な状況となった。だが、彼は自力で脱出することができず、マシンが上向きに戻されるまでコックピットの中に収まったままの状態[44]が続いた。これにより、Haloの利点と問題点が両方浮き彫りとなった。
- エンジンカバー周りの規約が変更され、シャークフィンとT-ウイングの使用が禁止された[45]。それぞれ整流のためのエアロパーツとして開発されたが、マシンの美観を損なうとの批判が相次いでいた。
- 規約の抜け穴をつく形で生み出されたトリック・サスペンションが禁止に。これは、ステアリングの動きがフロントサスペンションと連動し、車高を制御するというもの。昨年、レッドブルとフェラーリがこの仕組みを採用していた[46]。

### 競技規定

#### パワーユニット
- 本年よりエンジン(ICE)、ターボチャージャー、MGU-Hが年間3基、エナジーストア（バッテリー）、電子制御装置、MGU-Kが年間2基に減らされる。
  - 使用制限基数がコンポーネントごとに分かれたため、最初に使用制限基数を超えた場合のみ、1つ目のコンポーネントに対して10グリッド降格ペナルティを適用することになった[47]。
  - 前年のシーズン後半以降、パワーユニットの制限基数を超えたことによるグリッド降格ペナルティが頻繁に発生したため、グリッドペナルティシステムをより簡素化するための微調整が行われた。15グリッド以上の降格ペナルティを科せられた場合は予選順位に関わらず、最後尾グリッドからのスタートが義務付けられることになった。複数のドライバーに15グリッド以上の降格ペナルティが科せられた場合は、ペナルティが適用された順に並べられる。
    - 週末前にパワーユニットの交換を行ったドライバーが複数人いた場合、フリー走行1回目（FP1）にコースインした順にペナルティが適用される。ロシアGPの週末前にパワーユニット交換によるペナルティを受けるドライバーが5人（フェルナンド・アロンソ、レッドブル勢、トロ・ロッソ勢）いたが、アロンソに代わってFP1に出走したランド・ノリスは良いグリッドを獲得するために20分前からピットレーンに並んだ。予選では5人とも形式的にQ1を走行し（これは107%ルールが適用される可能性を回避するためでもあった）、そのうち3人(レッドブル勢とピエール・ガスリー)がQ2へ進出した。だが、3人ともタイヤとパワーユニットを温存するためQ2を一度も走行せず終了。ルノー勢は、他の3台がグリッドペナルティを受ける関係で自動的に6列目のグリッドが確定。それを受け、Q3に進出した場合のみ、Q2でベストタイムを出したタイヤで決勝をスタートするルールを回避すべくアタックを行わずにQ2を終了した。そのため、Q2は事実上5台がタイムの計測をしなかったため、残りの10台が自動的にQ3への進出が確定するという問題が発生。この点についてはシーズン終了後に見直されることとなった[48]。

#### タイヤルール
- ピレリはタイヤコンパウンドについて、従来の7種類（ハード・ミディアム・ソフト・スーパーソフト・ウルトラソフト・インターミディエイト・ウェット）に加え、ウルトラソフトより柔らかいタイヤを導入することを発表。名称についてはファン投票により「メガソフト」「エクストリームソフト」「ハイパーソフト」から選ばれることになり、結果「ハイパーソフト」に決定。同時にもう一つのコンパウンドの追加も発表され、2018年は新たにハードよりも固い「スーパーハード」、ウルトラソフトより柔らかい「ハイパーソフト」の2種類が追加されることとなる。
  - これに伴いドライタイヤのカラーリングが変更、ハイパーソフトは新たにピンク、スーパーハードがオレンジ、ハードがアイスブルーに変更される（ミディアムからウルトラソフトは従来のカラーリングのまま変更なし）。
  - なお、前年よりタイヤのコンパウンドは1段階ずつ柔らかくなっており（例えばスーパーソフトは前年のウルトラソフト相当）、実質的には柔らかい方のコンパウンドが2種類増えている[49]。
  - 前年にハードは1戦（スペインGP）しか使われなかったため、スーパーハードの必要性についてはチーム側から懐疑的な意見も出ていたが、これに対しピレリは「基本的にスーパーハードを使用することはないだろう」と断りつつ「タイヤへの負荷が大きくなった場合に備えての保険」であるとコメントした[50]。
- 2016年から１イベントにおける使用コンパウンドは3種類が指定されるルールとなり、導入後からそのコンパウンドは連続する3種類[51]が指定されていたが、第3戦中国GPで初めて「ミディアム・ソフト・ウルトラソフト」と段階（ソフトとウルトラソフトの中間にあたるスーパーソフト）を飛ばして指定された。

#### そのほか
- 5つのレッドシグナルが灯り、それがブラックアウトするとスタートする点は不変だが、レッドシグナルがひとつづつ点灯される際に音が鳴るようにしている。
- 被表彰ドライバーはチェッカーフラッグを受けてパルクフェルメでマシンを降りた後、元F1ドライバーによるインタビューを受けることになっている。かつては表彰台に上るまで一切の外部インタビューは禁止されており、前年までの同様のインタビューは表彰台上で行われていた。

## 参戦チーム・ドライバー

### エントリーリスト
前年度チャンピオンのルイス・ハミルトンはカーナンバー「44」を継続して使用するため、4年連続でカーナンバー「1」が不在のシーズンとなる。
| エントラント                                                                                | コンストラクター                          | シャシー         | パワーユニット                   | タイヤ | カーナンバー／ドライバー | カーナンバー／ドライバー   | 出走記録 | リザーブドライバー[R] テストドライバー[T] 開発ドライバー[D]                       |
| ------------------------------------------------------------------------------------------- | ----------------------------------------- | ---------------- | -------------------------------- | ------ | ------------------------ | -------------------------- | -------- | --------------------------------------------------------------------------------- |
| メルセデスAMG・ペトロナス・モータースポーツ                                                 | メルセデス                                | F1 W09 EQ Power+ | メルセデス M09 EQ Power+         | P      | 44                       | ルイス・ハミルトン         | 全戦     | パスカル・ウェーレイン [R][T] ジョージ・ラッセル [R] エステバン・グティエレス [D] |
| メルセデスAMG・ペトロナス・モータースポーツ                                                 | メルセデス                                | F1 W09 EQ Power+ | メルセデス M09 EQ Power+         | P      | 77                       | バルテリ・ボッタス         | 全戦     | パスカル・ウェーレイン [R][T] ジョージ・ラッセル [R] エステバン・グティエレス [D] |
| スクーデリア・フェラーリ                                                                    | フェラーリ                                | SF71H            | フェラーリ 062 EVO               | P      | 5                        | セバスチャン・ベッテル     | 全戦     | ダニール・クビアト [D]                                                            |
| スクーデリア・フェラーリ                                                                    | フェラーリ                                | SF71H            | フェラーリ 062 EVO               | P      | 7                        | キミ・ライコネン           | 全戦     | ダニール・クビアト [D]                                                            |
| アストンマーティン・レッドブル・レーシング                                                  | レッドブル                                | RB14             | タグ・ホイヤー （ルノー R.E.18） | P      | 3                        | ダニエル・リカルド         | 全戦     | -                                                                                 |
| アストンマーティン・レッドブル・レーシング                                                  | レッドブル                                | RB14             | タグ・ホイヤー （ルノー R.E.18） | P      | 33                       | マックス・フェルスタッペン | 全戦     | -                                                                                 |
| サハラ・フォース・インディア・F1チーム レーシング・ポイント・フォース・インディア・F1チーム | フォース・インディア レーシング・ポイント | VJM11            | メルセデス M09 EQ Power+         | P      | 11                       | セルジオ・ペレス           | 全戦     | （34） ニコラス・ラティフィ [R][T]                                                |
| サハラ・フォース・インディア・F1チーム レーシング・ポイント・フォース・インディア・F1チーム | フォース・インディア レーシング・ポイント | VJM11            | メルセデス M09 EQ Power+         | P      | 31                       | エステバン・オコン         | 全戦     | （34） ニコラス・ラティフィ [R][T]                                                |
| ウィリアムズ・マルティーニ・レーシング                                                      | ウィリアムズ                              | FW41             | メルセデス M09 EQ Power+         | P      | 18                       | ランス・ストロール         | 全戦     | （40） ロバート・クビサ [R][D] オリバー・ローランド [D]                           |
| ウィリアムズ・マルティーニ・レーシング                                                      | ウィリアムズ                              | FW41             | メルセデス M09 EQ Power+         | P      | 35                       | セルゲイ・シロトキン       | 全戦     | （40） ロバート・クビサ [R][D] オリバー・ローランド [D]                           |
| ルノー・スポール・フォーミュラワン・チーム                                                  | ルノー                                    | R.S.18           | ルノー R.E.18                    | P      | 27                       | ニコ・ヒュルケンベルグ     | 全戦     | ジャック・エイトケン [R] （46） アルテム・マルケロフ [T][D]                       |
| ルノー・スポール・フォーミュラワン・チーム                                                  | ルノー                                    | R.S.18           | ルノー R.E.18                    | P      | 55                       | カルロス・サインツ         | 全戦     | ジャック・エイトケン [R] （46） アルテム・マルケロフ [T][D]                       |
| レッドブル・トロ・ロッソ・ホンダ                                                            | トロ・ロッソ                              | STR13            | ホンダ RA618H                    | P      | 28                       | ブレンドン・ハートレイ     | 全戦     | （38） ショーン・ゲラエル [T]                                                     |
| レッドブル・トロ・ロッソ・ホンダ                                                            | トロ・ロッソ                              | STR13            | ホンダ RA618H                    | P      | 10                       | ピエール・ガスリー         | 全戦     | （38） ショーン・ゲラエル [T]                                                     |
| ハースF1チーム                                                                              | ハース                                    | VF-18            | フェラーリ 062 EVO               | P      | 8                        | ロマン・グロージャン       | 全戦     | サンティノ・フェルッチ [D] アルジュン・マイニ [D]                                 |
| ハースF1チーム                                                                              | ハース                                    | VF-18            | フェラーリ 062 EVO               | P      | 20                       | ケビン・マグヌッセン       | 全戦     | サンティノ・フェルッチ [D] アルジュン・マイニ [D]                                 |
| マクラーレンF1チーム                                                                        | マクラーレン                              | MCL33            | ルノー R.E.18                    | P      | 14                       | フェルナンド・アロンソ     | 全戦     | （47） ランド・ノリス [R][T] ルディ・ファン・フーレン [D]                         |
| マクラーレンF1チーム                                                                        | マクラーレン                              | MCL33            | ルノー R.E.18                    | P      | 2                        | ストフェル・バンドーン     | 全戦     | （47） ランド・ノリス [R][T] ルディ・ファン・フーレン [D]                         |
| アルファロメオ・ザウバーF1チーム                                                            | ザウバー                                  | C37              | フェラーリ 062 EVO               | P      | 9                        | マーカス・エリクソン       | 全戦     | （36） アントニオ・ジョヴィナッツィ [R] タチアナ・カルデロン [T]                  |
| アルファロメオ・ザウバーF1チーム                                                            | ザウバー                                  | C37              | フェラーリ 062 EVO               | P      | 16                       | シャルル・ルクレール       | 全戦     | （36） アントニオ・ジョヴィナッツィ [R] タチアナ・カルデロン [T]                  |

- フォース・インディアは第13戦ベルギーGPからチーム名を「レーシング・ポイント・フォース・インディア・F1チーム」に変更。新チームとしてのエントリー扱いとなるため、第12戦以前のコンストラクターズポイントは無効となる[65]。
- 概要でも述べたが、この年はドライバーのシーズン途中での変更が1度も行われず、全ドライバーが開幕戦から最終戦までフル参戦を果たしたほか、同じく全ての参戦ドライバーが最低1回は入賞を果たした。

## 開催予定地
2017年6月19日、FIA世界モータースポーツ評議会において暫定的な年間スケジュールが発表され、その後12月7日に下記の修正を反映した正式な年間スケジュールが発表された。前年より開催枠が1つ増え、歴代最多タイとなる全21戦でシーズンが進行する。
2017年からの変更点
- 前年を以て、1999年より19年間に亘って開催されてきたマレーシアグランプリが終了[95]。本年度の日程から外れることになった。
- フランスグランプリとドイツグランプリが新たに日程に組み込まれた[93]。フランスグランプリは2008年以来10年ぶり、ドイツグランプリは2016年以来2年ぶりの復帰となる。
- 本年度のヨーロッパラウンドには、史上初の3週連続開催（フランスグランプリ・オーストリアグランプリ・イギリスグランプリ）が含まれている[93]。
- 2017年度から日程変更をする開催地は、アゼルバイジャングランプリが4月下旬へ、ロシアグランプリが9月下旬へ移動となる[93]。
- 暫定年間スケジュールを発表した時点では[93]、第2戦を中国グランプリ、第3戦をバーレーングランプリとしていたが、双方の日程を入れ替える修正が加わった[96]。
- 各レースの開始時間が変更され、レース前の雰囲気をより放送しやすくするため正時ではなく10分のスタートとなった。ヨーロッパラウンドの多くは現地時間15時10分に変更される。なお、フランスグランプリは2018 FIFAワールドカップとの日程重複を避けるため16時10分となっている[97][98]。

| ラウンド | レース名称                              | グランプリ         | サーキット                                 | 都市                 | 決勝開催日 | 開始時刻 |
| -------- | --------------------------------------- | ------------------ | ------------------------------------------ | -------------------- | ---------- | -------- |
| 1        | Rolex Australian Grand Prix             | オーストラリアGP   | アルバート・パーク・サーキット             | メルボルン           | 3月25日    | 16:10    |
| 2        | Gulf Air Bahrain Grand Prix             | バーレーンGP       | バーレーン・インターナショナル・サーキット | サクヒール           | 4月8日     | 18:10    |
| 3        | Heineken Chinese Grand Prix             | 中国GP             | 上海インターナショナルサーキット           | 上海                 | 4月15日    | 14:10    |
| 4        | Azerbaijan Grand Prix                   | アゼルバイジャンGP | バクー市街地コース                         | バクー               | 4月29日    | 16:10    |
| 5        | Gran Premio de España Emirates          | スペインGP         | カタロニア・サーキット                     | バルセロナ           | 5月13日    | 15:10    |
| 6        | Grand Prix de Monaco                    | モナコGP           | モンテカルロ市街地コース                   | モンテカルロ         | 5月27日    | 15:10    |
| 7        | Grand Prix Heineken du Canada           | カナダGP           | ジル・ヴィルヌーヴ・サーキット             | モントリオール       | 6月10日    | 14:10    |
| 8        | Pirelli Grand Prix de France            | フランスGP         | ポール・リカール・サーキット               | ヴァール             | 6月24日    | 16:10    |
| 9        | Eyetime Grosser Preis von Österreich    | オーストリアGP     | レッドブル・リンク                         | シュピールベルク     | 7月1日     | 15:10    |
| 10       | Rolex British Grand Prix                | イギリスGP         | シルバーストン・サーキット                 | ノーサンプトンシャー | 7月8日     | 14:10    |
| 11       | Emirates Grosser Preis von Deutschland  | ドイツGP           | ホッケンハイムリンク                       | ホッケンハイム       | 7月22日    | 15:10    |
| 12       | Rolex Magyar Nagydíj                    | ハンガリーGP       | ハンガロリンク                             | ブダペスト           | 7月29日    | 15:10    |
| 13       | Johnnie Walker Belgian Grand Prix       | ベルギーGP         | スパ・フランコルシャン                     | スパ                 | 8月26日    | 15:10    |
| 14       | Gran Premio Heineken d'Italia           | イタリアGP         | モンツァ・サーキット                       | モンツァ             | 9月2日     | 15:10    |
| 15       | Singapore Airlines Singapore Grand Prix | シンガポールGP     | シンガポール市街地コース                   | シンガポール         | 9月16日    | 20:10    |
| 16       | Vtb Russian Grand Prix                  | ロシアGP           | ソチ・オートドローム                       | ソチ                 | 9月30日    | 14:10    |
| 17       | Honda Japanese Grand Prix               | 日本GP             | 鈴鹿サーキット                             | 鈴鹿                 | 10月7日    | 14:10    |
| 18       | Pirelli United States Grand Prix        | アメリカGP         | サーキット・オブ・ジ・アメリカズ           | オースティン         | 10月21日   | 13:10    |
| 19       | Gran Premio de Mexico                   | メキシコGP         | エルマノス・ロドリゲス・サーキット         | メキシコシティ       | 10月28日   | 13:10    |
| 20       | Grande Prêmio Heineken do Brasil        | ブラジルGP         | インテルラゴス・サーキット                 | サンパウロ           | 11月11日   | 15:10    |
| 21       | Etihad Airways Abu Dhabi Grand Prix     | アブダビGP         | ヤス・マリーナ・サーキット                 | アブダビ             | 11月25日   | 17:10    |

## シーズン結果

### レース
| Rd. | グランプリ                 | ポールポジション       | ファステストラップ         | 優勝者                     | コンストラクター          | ドライバー・オブ・ザ・デイ | 詳細 |
| --- | -------------------------- | ---------------------- | -------------------------- | -------------------------- | ------------------------- | -------------------------- | ---- |
| 1   | オーストラリアグランプリ   | ルイス・ハミルトン     | ダニエル・リカルド         | セバスチャン・ベッテル     | フェラーリ                | フェルナンド・アロンソ     | 詳細 |
| 2   | バーレーングランプリ       | セバスチャン・ベッテル | バルテリ・ボッタス         | セバスチャン・ベッテル     | フェラーリ                | ピエール・ガスリー         | 詳細 |
| 3   | 中国グランプリ             | セバスチャン・ベッテル | ダニエル・リカルド         | ダニエル・リカルド         | レッドブル-タグ・ホイヤー | ダニエル・リカルド         | 詳細 |
| 4   | アゼルバイジャングランプリ | セバスチャン・ベッテル | バルテリ・ボッタス         | ルイス・ハミルトン         | メルセデス                | シャルル・ルクレール       | 詳細 |
| 5   | スペイングランプリ         | ルイス・ハミルトン     | ダニエル・リカルド         | ルイス・ハミルトン         | メルセデス                | ルイス・ハミルトン         | 詳細 |
| 6   | モナコグランプリ           | ダニエル・リカルド     | マックス・フェルスタッペン | ダニエル・リカルド         | レッドブル-タグ・ホイヤー | ダニエル・リカルド         | 詳細 |
| 7   | カナダグランプリ           | セバスチャン・ベッテル | マックス・フェルスタッペン | セバスチャン・ベッテル     | フェラーリ                | セバスチャン・ベッテル     | 詳細 |
| 8   | フランスグランプリ         | ルイス・ハミルトン     | バルテリ・ボッタス         | ルイス・ハミルトン         | メルセデス                | セバスチャン・ベッテル     | 詳細 |
| 9   | オーストリアグランプリ     | バルテリ・ボッタス     | キミ・ライコネン           | マックス・フェルスタッペン | レッドブル-タグ・ホイヤー | マックス・フェルスタッペン | 詳細 |
| 10  | イギリスグランプリ         | ルイス・ハミルトン     | セバスチャン・ベッテル     | セバスチャン・ベッテル     | フェラーリ                | ルイス・ハミルトン         | 詳細 |
| 11  | ドイツグランプリ           | セバスチャン・ベッテル | ルイス・ハミルトン         | ルイス・ハミルトン         | メルセデス                | ルイス・ハミルトン         | 詳細 |
| 12  | ハンガリーグランプリ       | ルイス・ハミルトン     | ダニエル・リカルド         | ルイス・ハミルトン         | メルセデス                | ダニエル・リカルド         | 詳細 |
| 13  | ベルギーグランプリ         | ルイス・ハミルトン     | バルテリ・ボッタス         | セバスチャン・ベッテル     | フェラーリ                | セバスチャン・ベッテル     | 詳細 |
| 14  | イタリアグランプリ         | キミ・ライコネン       | ルイス・ハミルトン         | ルイス・ハミルトン         | メルセデス                | キミ・ライコネン           | 詳細 |
| 15  | シンガポールグランプリ     | ルイス・ハミルトン     | ケビン・マグヌッセン       | ルイス・ハミルトン         | メルセデス                | マックス・フェルスタッペン | 詳細 |
| 16  | ロシアグランプリ           | バルテリ・ボッタス     | バルテリ・ボッタス         | ルイス・ハミルトン         | メルセデス                | マックス・フェルスタッペン | 詳細 |
| 17  | 日本グランプリ             | ルイス・ハミルトン     | セバスチャン・ベッテル     | ルイス・ハミルトン         | メルセデス                | ダニエル・リカルド         | 詳細 |
| 18  | アメリカグランプリ         | ルイス・ハミルトン     | ルイス・ハミルトン         | キミ・ライコネン           | フェラーリ                | マックス・フェルスタッペン | 詳細 |
| 19  | メキシコグランプリ         | ダニエル・リカルド     | バルテリ・ボッタス         | マックス・フェルスタッペン | レッドブル-タグ・ホイヤー | マックス・フェルスタッペン | 詳細 |
| 20  | ブラジルグランプリ         | ルイス・ハミルトン     | バルテリ・ボッタス         | ルイス・ハミルトン         | メルセデス                | マックス・フェルスタッペン | 詳細 |
| 21  | アブダビグランプリ         | ルイス・ハミルトン     | セバスチャン・ベッテル     | ルイス・ハミルトン         | メルセデス                | フェルナンド・アロンソ     | 詳細 |

### ドライバーズ・ワールド・チャンピオンシップ（選手部門）
上位10台には以下のポイントが加算される。
| 順位     | 1位 | 2位 | 3位 | 4位 | 5位 | 6位 | 7位 | 8位 | 9位 | 10位 |
| ポイント | 25  | 18  | 15  | 12  | 10  | 8   | 6   | 4   | 2   | 1    |

（略号と色の意味はこちらを参照）
| 順位 | ドライバー                 | AUS | BHR | CHN | AZE | ESP | MON | CAN | FRA | AUT | GBR | GER | HUN | BEL | ITA | SIN | RUS | JPN | USA | MEX | BRA | ABU | ポイント |
| ---- | -------------------------- | --- | --- | --- | --- | --- | --- | --- | --- | --- | --- | --- | --- | --- | --- | --- | --- | --- | --- | --- | --- | --- | -------- |
| 1    | ルイス・ハミルトン         | 2   | 3   | 4   | 1   | 1   | 3   | 5   | 1   | Ret | 2   | 1   | 1   | 2   | 1   | 1   | 1   | 1   | 3   | 4   | 1   | 1   | 408      |
| 2    | セバスチャン・ベッテル     | 1   | 1   | 8   | 4   | 4   | 2   | 1   | 5   | 3   | 1   | Ret | 2   | 1   | 4   | 3   | 3   | 6   | 4   | 2   | 6   | 2   | 320      |
| 3    | キミ・ライコネン           | 3   | Ret | 3   | 2   | Ret | 4   | 6   | 3   | 2   | 3   | 3   | 3   | Ret | 2   | 5   | 4   | 5   | 1   | 3   | 3   | Ret | 251      |
| 4    | マックス・フェルスタッペン | 6   | Ret | 5   | Ret | 3   | 9   | 3   | 2   | 1   | 15† | 4   | Ret | 3   | 5   | 2   | 5   | 3   | 2   | 1   | 2   | 3   | 249      |
| 5    | バルテリ・ボッタス         | 8   | 2   | 2   | 14† | 2   | 5   | 2   | 7   | Ret | 4   | 2   | 5   | 4   | 3   | 4   | 2   | 2   | 5   | 5   | 5   | 5   | 247      |
| 6    | ダニエル・リカルド         | 4   | Ret | 1   | Ret | 5   | 1   | 4   | 4   | Ret | 5   | Ret | 4   | Ret | Ret | 6   | 6   | 4   | Ret | Ret | 4   | 4   | 170      |
| 7    | ニコ・ヒュルケンベルグ     | 7   | 6   | 6   | Ret | Ret | 8   | 7   | 9   | Ret | 6   | 5   | 12  | Ret | 13  | 10  | 12  | Ret | 6   | 6   | Ret | Ret | 69       |
| 8    | セルジオ・ペレス           | 11  | 16  | 12  | 3   | 9   | 12  | 14  | Ret | 7   | 10  | 7   | 14  | 5   | 7   | 16  | 10  | 7   | 8   | Ret | 10  | 8   | 62       |
| 9    | ケビン・マグヌッセン       | Ret | 5   | 10  | 13  | 6   | 13  | 13  | 6   | 5   | 9   | 11  | 7   | 8   | 16  | 18  | 8   | Ret | DSQ | 15  | 9   | 10  | 56       |
| 10   | カルロス・サインツ         | 10  | 11  | 9   | 5   | 7   | 10  | 8   | 8   | 12  | Ret | 12  | 9   | 11  | 8   | 8   | 17  | 10  | 7   | Ret | 12  | 6   | 53       |
| 11   | フェルナンド・アロンソ     | 5   | 7   | 7   | 7   | 8   | Ret | Ret | 16† | 8   | 8   | 16† | 8   | Ret | Ret | 7   | 14  | 14  | Ret | Ret | 17  | 11  | 50       |
| 12   | エステバン・オコン         | 12  | 10  | 11  | Ret | Ret | 6   | 9   | Ret | 6   | 7   | 8   | 13  | 6   | 6   | Ret | 9   | 9   | DSQ | 11  | 14  | Ret | 47       |
| 13   | シャルル・ルクレール       | 13  | 12  | 19  | 6   | 10  | 18† | 10  | 10  | 9   | Ret | 15  | Ret | Ret | 11  | 9   | 7   | Ret | Ret | 7   | 7   | 7   | 39       |
| 14   | ロマン・グロージャン       | Ret | 13  | 17  | Ret | Ret | 15  | 12  | 11  | 4   | Ret | 6   | 10  | 7   | DSQ | 15  | 11  | 8   | Ret | 16  | 8   | 9   | 37       |
| 15   | ピエール・ガスリー         | Ret | 4   | 18  | 12  | Ret | 7   | 11  | Ret | 11  | 13  | 14  | 6   | 9   | 14  | 13  | Ret | 11  | 12  | 10  | 13  | Ret | 29       |
| 16   | ストフェル・バンドーン     | 9   | 8   | 13  | 9   | Ret | 14  | 16  | 12  | 15† | 11  | 13  | Ret | 15  | 12  | 12  | 16  | 15  | 11  | 8   | 15  | 14  | 12       |
| 17   | マーカス・エリクソン       | Ret | 9   | 16  | 11  | 13  | 11  | 15  | 13  | 10  | Ret | 9   | 15  | 10  | 15  | 11  | 13  | 12  | 10  | 9   | Ret | Ret | 9        |
| 18   | ランス・ストロール         | 14  | 14  | 14  | 8   | 11  | 17  | Ret | 17† | 14  | 12  | Ret | 17  | 13  | 9   | 14  | 15  | 17  | 14  | 12  | 18  | 13  | 6        |
| 19   | ブレンドン・ハートレイ     | 15  | 17  | 20† | 10  | 12  | 19† | Ret | 14  | Ret | Ret | 10  | 11  | 14  | Ret | 17  | Ret | 13  | 9   | 14  | 11  | 12  | 4        |
| 20   | セルゲイ・シロトキン       | Ret | 15  | 15  | Ret | 14  | 16  | 17  | 15  | 13  | 14  | Ret | 16  | 12  | 10  | 19  | 18  | 16  | 13  | 13  | 16  | 15  | 1        |
| 順位 | ドライバー                 | AUS | BHR | CHN | AZE | ESP | MON | CAN | FRA | AUT | GBR | GER | HUN | BEL | ITA | SIN | RUS | JPN | USA | MEX | BRA | ABU | ポイント |

### コンストラクターズ・ワールド・チャンピオンシップ（製造者部門）
ポイントシステムおよび以下の書式はドライバー部門と同一である。
| 順位 | コンストラクター                                    | 車番 | AUS | BHR | CHN | AZE | ESP | MON | CAN | FRA | AUT | GBR | GER | HUN | BEL | ITA | SIN | RUS | JPN | USA | MEX | BRA | ABU | ポイント |
| ---- | --------------------------------------------------- | ---- | --- | --- | --- | --- | --- | --- | --- | --- | --- | --- | --- | --- | --- | --- | --- | --- | --- | --- | --- | --- | --- | -------- |
| 1    | メルセデス                                          | 44   | 2   | 3   | 4   | 1   | 1   | 3   | 5   | 1   | Ret | 2   | 1   | 1   | 2   | 1   | 1   | 1   | 1   | 3   | 4   | 1   | 1   | 655      |
| 1    | メルセデス                                          | 77   | 8   | 2   | 2   | 14† | 2   | 5   | 2   | 7   | Ret | 4   | 2   | 5   | 4   | 3   | 4   | 2   | 2   | 5   | 5   | 5   | 5   | 655      |
| 2    | フェラーリ                                          | 5    | 1   | 1   | 8   | 4   | 4   | 2   | 1   | 5   | 3   | 1   | Ret | 2   | 1   | 4   | 3   | 3   | 6   | 4   | 2   | 6   | 2   | 571      |
| 2    | フェラーリ                                          | 7    | 3   | Ret | 3   | 2   | Ret | 4   | 6   | 3   | 2   | 3   | 3   | 3   | Ret | 2   | 5   | 4   | 5   | 1   | 3   | 3   | Ret | 571      |
| 3    | レッドブル-タグ・ホイヤー                           | 3    | 4   | Ret | 1   | Ret | 5   | 1   | 4   | 4   | Ret | 5   | Ret | 4   | Ret | Ret | 6   | 6   | 4   | Ret | Ret | 4   | 4   | 417      |
| 3    | レッドブル-タグ・ホイヤー                           | 33   | 6   | Ret | 5   | Ret | 3   | 9   | 3   | 2   | 1   | 15† | 4   | Ret | 3   | 5   | 2   | 5   | 3   | 2   | 1   | 2   | 3   | 417      |
| 4    | ルノー                                              | 27   | 7   | 6   | 6   | Ret | Ret | 8   | 7   | 9   | Ret | 6   | 5   | 12  | Ret | 13  | 10  | 12  | Ret | 6   | 6   | Ret | Ret | 122      |
| 4    | ルノー                                              | 55   | 10  | 11  | 9   | 5   | 7   | 10  | 8   | 8   | 12  | Ret | 12  | 9   | 11  | 8   | 8   | 17  | 10  | 7   | Ret | 12  | 6   | 122      |
| 5    | ハース-フェラーリ                                   | 8    | Ret | 13  | 16  | Ret | Ret | 15  | 12  | 11  | 4   | Ret | 6   | 10  | 7   | DSQ | 15  | 11  | 8   | Ret | 11  | 8   | 9   | 93       |
| 5    | ハース-フェラーリ                                   | 20   | Ret | 5   | 10  | 13  | 6   | 13  | 13  | 6   | 5   | 9   | 11  | 7   | 8   | 16  | 18  | 8   | Ret | DSQ | 15  | 9   | 10  | 93       |
| 6    | マクラーレン-ルノー                                 | 14   | 5   | 7   | 7   | 7   | 8   | Ret | Ret | 16† | 8   | 8   | 16† | 8   | Ret | Ret | 7   | 14  | 14  | Ret | Ret | 17  | 11  | 62       |
| 6    | マクラーレン-ルノー                                 | 2    | 9   | 8   | 13  | 9   | Ret | 14  | 16  | 12  | 15† | 11  | 13  | Ret | 15  | 12  | 12  | 16  | 15  | 11  | 8   | 15  | 14  | 62       |
| 7    | レーシング ポイント・フォース インディア-メルセデス | 11   |     |     |     |     |     |     |     |     |     |     |     |     | 5   | 7   | 16  | 10  | 7   | 8   | Ret | 10  | 8   | 52       |
| 7    | レーシング ポイント・フォース インディア-メルセデス | 31   |     |     |     |     |     |     |     |     |     |     |     |     | 6   | 6   | Ret | 9   | 9   | DSQ | 11  | 14  | Ret | 52       |
| 8    | ザウバー-フェラーリ                                 | 9    | Ret | 9   | 15  | 11  | 13  | 11  | 15  | 13  | 10  | Ret | 9   | 15  | 10  | 15  | 11  | 13  | 12  | 10  | 9   | Ret | Ret | 48       |
| 8    | ザウバー-フェラーリ                                 | 16   | 13  | 12  | 19  | 6   | 10  | 18† | 10  | 10  | 9   | Ret | 15  | Ret | Ret | 11  | 9   | 7   | Ret | Ret | 7   | 7   | 7   | 48       |
| 9    | トロ・ロッソ-ホンダ                                 | 10   | Ret | 4   | 17  | 12  | Ret | 7   | 11  | Ret | 11  | 13  | 14  | 6   | 9   | 14  | 13  | Ret | 11  | 12  | 10  | 13  | Ret | 33       |
| 9    | トロ・ロッソ-ホンダ                                 | 28   | 15  | 17  | 20† | 10  | 12  | 19† | Ret | 14  | Ret | Ret | 10  | 11  | 14  | Ret | 17  | Ret | 13  | 9   | 14  | 11  | 12  | 33       |
| 10   | ウィリアムズ-メルセデス                             | 18   | 14  | 14  | 14  | 8   | 11  | 17  | Ret | 17† | 14  | 12  | Ret | 17  | 13  | 9   | 14  | 15  | 17  | 14  | 12  | 18  | 13  | 7        |
| 10   | ウィリアムズ-メルセデス                             | 35   | Ret | 15  | 18  | Ret | 14  | 16  | 17  | 15  | 13  | 14  | Ret | 16  | 12  | 10  | 19  | 18  | 16  | 13  | 13  | 16  | 15  | 7        |
| EX   | フォース・インディア-メルセデス                     | 11   | 11  | 16  | 12  | 3   | 9   | 12  | 14  | Ret | 7   | 10  | 7   | 14  |     |     |     |     |     |     |     |     |     | 0 (59)   |
| EX   | フォース・インディア-メルセデス                     | 31   | 12  | 10  | 11  | Ret | Ret | 6   | 9   | Ret | 6   | 7   | 8   | 13  |     |     |     |     |     |     |     |     |     | 0 (59)   |
| 順位 | コンストラクター                                    | 車番 | AUS | BHR | CHN | AZE | ESP | MON | CAN | FRA | AUT | GBR | GER | HUN | BEL | ITA | SIN | RUS | JPN | USA | MEX | BRA | ABU | ポイント |

- フォース・インディアは第13戦ベルギーGPから新しいエントラントとして参戦することになったため、第12戦ハンガリーGPまでのコンストラクターズポイントは無効となった(ペレスとオコンのドライバーズポイントは有効)[65]。

### ペナルティポイント
ペナルティポイントが12ポイントに達すると1戦出場停止。ポイントは12ヶ月間有効となる。
| ドライバー                 | 前年度 繰越 | AUS | BHR | CHN | AZE | ESP | MON | CAN | FRA | AUT | GBR | GER | HUN | BEL | ITA | SIN | RUS | JPN | USA | MEX | BRA | ABU | 有効 ペナルティ ポイント |
| -------------------------- | ----------- | --- | --- | --- | --- | --- | --- | --- | --- | --- | --- | --- | --- | --- | --- | --- | --- | --- | --- | --- | --- | --- | ------------------------ |
| ロマン・グロージャン       | 0(6)        |     |     |     |     | 2   |     |     | 2   |     |     |     |     |     |     | 2   |     |     | 1   |     |     |     | 7                        |
| ランス・ストロール         | 0(1)        |     |     |     |     |     |     |     |     | 3   |     |     |     |     |     |     |     | 2   | 2   |     |     |     | 7                        |
| マックス・フェルスタッペン | 0(3)        |     |     | 2   |     |     |     |     |     |     |     |     |     |     | 2   |     | 2   | 1   |     |     |     |     | 7                        |
| フェルナンド・アロンソ     | 0(2)        |     |     |     |     |     |     |     |     |     |     |     |     |     |     |     |     | 1   |     |     | 2   | 1 1 | 6                        |
| エステバン・オコン         |             |     |     |     |     |     |     |     |     |     |     |     |     |     |     |     |     | 2   |     |     | 3   | 1   | 6                        |
| ブレンドン・ハートレイ     |             |     | 2 2 |     |     |     |     |     |     |     |     |     |     |     |     |     |     |     |     | 2   |     |     | 6                        |
| セルゲイ・シロトキン       |             |     |     |     | 2   |     |     |     | 2   |     |     |     |     |     |     | 2   |     |     |     |     |     |     | 6                        |
| セバスチャン・ベッテル     | 0(3)        |     |     |     |     |     |     |     | 2   | 1   |     |     |     |     |     |     |     |     | 2   |     |     |     | 5                        |
| セルジオ・ペレス           | 0(3)        |     |     |     | 2   |     |     |     |     |     |     |     |     |     |     | 3   |     |     |     |     |     |     | 5                        |
| マーカス・エリクソン       | 0(2)        |     |     | 3   | 2   |     |     |     |     |     |     |     |     |     |     |     |     |     |     |     |     |     | 5                        |
| バルテリ・ボッタス         |             |     |     |     |     |     |     |     |     |     |     |     | 2   | 2   |     |     |     |     |     |     |     |     | 4                        |
| ピエール・ガスリー         |             |     |     | 2   |     |     |     |     |     |     | 2   |     |     |     |     |     |     |     |     |     |     |     | 4                        |
| ニコ・ヒュルケンベルグ     | 0(5)        |     |     |     |     |     |     |     |     |     |     |     |     | 3   |     |     |     |     |     |     |     |     | 3                        |
| ストフェル・バンドーン     | 0(5)        |     |     |     |     | 1   |     |     |     |     |     |     |     |     |     |     |     |     |     |     | 2   |     | 3                        |
| カルロス・サインツ         | 0(4)        |     |     |     |     |     |     |     |     |     |     | 2   |     |     |     |     |     |     | 1   |     |     |     | 3                        |
| ケビン・マグヌッセン       | 0(6)        |     |     |     | 2   |     |     |     |     |     |     |     |     |     |     |     |     |     |     |     |     |     | 2                        |
| キミ・ライコネン           | 0(3)        |     |     |     |     |     |     |     |     |     | 2   |     |     |     |     |     |     |     |     |     |     |     | 2                        |
| ダニエル・リカルド         |             | 2   |     |     |     |     |     |     |     |     |     |     |     |     |     |     |     |     |     |     |     |     | 2                        |
| ルイス・ハミルトン         | 0(2)        |     |     |     |     |     |     |     |     |     |     |     |     |     |     |     |     |     |     |     |     |     | 0                        |
| ドライバー                 | 前年度 繰越 | AUS | BHR | CHN | AZE | ESP | MON | CAN | FRA | AUT | GBR | GER | HUN | BEL | ITA | SIN | RUS | JPN | USA | MEX | BRA | ABU | 有効 ペナルティ ポイント |

- 前年度繰越の()内の数字は、開幕時点の有効ペナルティポイント。

## カーナンバー
かつて他ドライバーが使用していたカーナンバーで、このシーズンから新たに使用できるカーナンバーは以下。
- 13（パストール・マルドナド）
- 53（アレキサンダー･ロッシ）
- 98（ロベルト・メリ）

## テレビ放送・インターネット配信
フォーミュラ1が自ら、インターネット配信サービス「F1 TV」の提供をスタートさせた。対応言語は英語、フランス語、ドイツ語、スペイン語の4つで、配信対象国はドイツ、フランス、アメリカ、メキシコ、ベルギー、オーストリア、ハンガリー、およびラテンアメリカ各国となっており、日本を含むアジア地域は含まれていない。

### 日本
本年もCS放送のフジテレビNEXTで全戦生中継を行う。スカパー!（スカパー!オンデマンド）、J:COM（J:COMオンデマンド）、ひかりTVのいずれかでフジテレビNEXTに加入すると、インターネットでの視聴も可能となる。前年に引き続き、日本GPの決勝のみ翌日にBSフジで録画放送された。
インターネット配信サービス「DAZN」でも引き続き全戦生中継を行う。レース終了後から次のレースが始まるまで見逃し配信で視聴することができる。